# Tatjana Pajević
Tatjana Pajević (* 1933 in Wien) ist eine serbisch-österreichische Malerin mit Lebens- und Arbeitsmittelpunkt in Düsseldorf.

## Leben
Tatjana Pajević ist das erste Kind von Elisabeth Danzinger, einer Wienerin, und Slavoljub Pajević, einem gebürtigen Belgrader Schiffsinspektor auf der Donau. Die junge Familie verbrachte die ersten Jahre bei Tatjanas Großvater Adolf Danzinger, einem Grafiker und Golddrucker. Nach dem Anschluss Österreichs an Deutschland im Jahr 1938 zog Tatjana Pajević mit ihrer Familie nach Belgrad, der Hauptstadt des damaligen Jugoslawiens.
Ihre künstlerische Ausbildung begann bereits im Jahr 1946 im Alter von 13 Jahren an der Künstlerischen Zeichenschule in Belgrad unter der Anleitung von Ivan Radović, wo sie sich auf Akt- und Porträtzeichnen spezialisierte.
Mit einer ersten Aktzeichnung in ihrer Bewerbungsmappe bestand sie im Alter von 17 Jahren im Jahr 1950 die Aufnahmeprüfung an der Kunstakademie Belgrad, die heute als Universität der Künste Belgrad bekannt ist. Parallel zu ihrem Studium absolvierte sie 1951 ihr Abitur.
Von 1952 bis 1956 studierte sie Malerei bei Nedeljko Gvozdenović, einem Schüler von Hans Hofmann in München und Gründer der Malergruppe „Sestorica“ (Die Sechs) in Belgrad. Am 3. Oktober 1956 erhielt sie ihr Abschlussdiplom als Malerin mit Schwerpunkt Akt und Porträt.
Anschließend folgte ein dreijähriges Studium der Byzantinischen Malerei und Maltechniken bei dem Ikonenmaler Professor Jaroslav Kratina, mit dem sie später im Jahr 1967 in Montreal gemeinsam ausstellte. Bis zu ihrem Lebensende waren die Professoren Nedeljko Gvozdenović, Jaroslav Kratina und Ivan Radović Mentoren und Freunde der Künstlerin.

## Künstlerischer Werdegang
Aufgrund ihrer regen Beteiligung an Kollektivausstellungen schon während des Studiums bekam Tatjana Pajević ein eigenes Atelier in der Kunstakademie Belgrad zur Verfügung gestellt. Parallel erfolgten die ersten Aufenthalte in den Künstlerkolonien Vršac in Serbien, Biograd Na Moru in Kroatien und den Kohlegruben Izlake in Slowenien. Mit Ölgemälden der Schwarz-Weiß-Serie bewarb sich Tatjana Pajević 1957 erfolgreich für ihre erste große Ausstellungsbeteiligung bei der Galerie ULUS. (Verband Bildender Künstler Serbien). Daraufhin erfolgte die Aufnahme in den Serbischen Kunstverein Belgrad verbunden mit der Garantie einer späteren staatlichen Rente als Künstlerin. Von nun an folgten halbjährliche Beteiligungen an ULUS-Ausstellungen und im Oktobersalon Belgrad sowie ganz Jugoslawien.
Von 1958 bis 1969 unternahm Tatjana Pajević mehrere mehrmonatige ausgedehnte Studienreisen in die Türkei, nach Griechenland, Frankreich, Italien, Deutschland. Der Höhepunkt war 1966 ein siebenmonatiger Aufenthalt in Israel, verbunden mit großen Ausstellungen in der Gemäldegalerie Haifa und Jerusalem.
Seit der Geburt ihrer Nichte Alexandra 1959 war Tatjana Pajević immer öfter in Deutschland und bei ihren Schwestern in Düsseldorf.
1969 erhielt Pajevic ein staatliches Atelier vom Kultusministerium Belgrad auf Lebenszeit in Neu-Belgrad. Im gleichen Jahr bezog sie nun das Sommeratelier im neu erworbenen Sommerhaus der Familie an der dalmatinischen Küste. Dort widmet sich Tatjana Pajević der vorwiegend impressionistischen Landschaftsmalerei „en plein air“. Von 1975 bis 1977 war sie Gastdozentin an der Kunstakademie Düsseldorf für Byzantinische Kunst. Im Alter von 46 Jahren verlegte sie ihren Lebens-/Arbeitsmittelpunkt mit Atelier nach Düsseldorf. Ein Jahr später wurde sie in den Düsseldorfer Malkasten aufgenommen. Von 1995 bis 1997 war sie Dozentin an der Volkshochschule Meerbusch. Pajevic war ab 1995 für 20 Jahre Privatdozentin. Im Jahr 2004 wurde sie Mitglied der Künstlerseelsorge im Erzbistum Köln als griechisch-orthodoxe Künstlerin. Die deutsche Staatsangehörigt erlangte Pajevic 2008 als „Künstlerin von Bedeutung für die deutsche Kulturlandschaft“.

## Ausstellungen
- 1956–1968  jährliche Ausstellungen in Belgrad
- 1959  HDLU ehemals ULUH (Kroatische Gesellschaft der Bildenden Künstler), Zagreb
- 1966  Haifa und Jerusalem, Israel
- 1967  Montreal gemeinsam mit Jaroslav Kratina, Kanada
- 1982  Huntsville, Alabama, USA
- 1982  Schloss Benrath, Orangerie, Düsseldorf
- 1986  Museum Prüm, Ikonen, Prüm
- 1987  United Nations Women’s Guild (UNWG), Wien
- 1991  Galerie Fuji-Shinsaibashi, Osaka, Japan
- 1995  Schloss Benrath, Orangerie, Ikonen und Gemälde, Düsseldorf
- 1996  Museum Kunstpalast, Düsseldorf
- 2000  Ratingen, Retrospektive
- 2002  Vandans, Österreich[4]
- 2004  Japanisches Kulturzentrum EKO, Düsseldorf
- 2005  Vuk- und Dositej-Museum, Veliko Gradište, Belgrad, Serbien
- 2006  Galerie Fuji-Shinsaibashi, Osaka, Japan
- 2006  Etnografski Muzej und Manak-Haus (Manakova Kuća), Belgrad, Serbien
- 2006  Sokobanje, Zavičanjni Muzej, Heimatmuseum, Serbien
- 2007  Pozarevac, Narodnij Muzej (Volksmuseum), Serbien
- 2018  Bürgerhaus Hilden[5]

## Öffentliche Sammlungen
- Ministarstvo kulture, Serbien
- Nationalversammlung von Serbien (Narodna skupština Srbije), Serbien
- Amt für Auslandsbeziehungen, Belgrad
- Kultusministerium Zagreb, Kroatien
- Jüdisches Gemeindemuseum Belgrad
- Kloster Manastir Zočić, Kosovo
- Bürgerhaus Hilden
- Kirche Petrus und Paulus, Višnica
- Erzbistum Köln
- Vatikan, Rom
- Japanisches Kulturzentrum EKO, Düsseldorf
- Manak-Haus (Manakova Kuća), Belgrad, Serbien